# 捷姆留克區

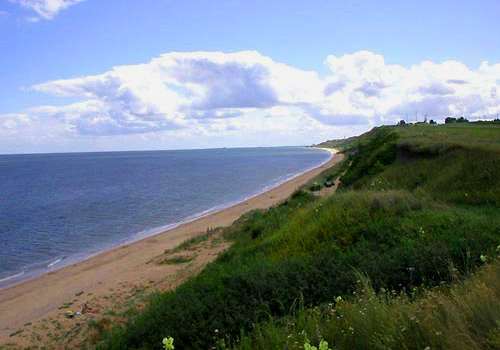

捷姆留克區（俄语：Темрюкский район），是俄羅斯的一個區，位於該國西南部，由克拉斯諾達爾邊疆區負責管轄，面積1,957平方公里，2010年人口117,904，人口密度每平方公里60.25人。